# Iwan Jedieszko
Iwan Iwanowicz Jedieszko (ros. Иван Иванович Едешко; ur. 25 marca 1945 w Steckach  k. Grodna) – radziecki koszykarz, złoty  medalista letnich igrzysk olimpijskich w Monachium i brązowy medalista letnich igrzysk olimpijskich w Montrealu. W latach 1971–1980 był zawodnikiem CSKA Moskwa.